# 트와이라잇 (1998년 영화)
트와이라잇(Twilight)은 1998년 3월 6일 개봉한 스릴러 영화물로 로버트 벤튼 감독 작품이다. 폴 뉴먼, 수잔 서랜든, 진 핵맨, 리즈 위더스푼, 스토커드 채닝, 존 스펜서, 리브 슈라이버 등이 출연했다. 94분짜리 영화로, 큰 성공을 거둔 영화는 아니다.

## 줄거리
은퇴한 경찰이자 나이든 사립탐정 해리 로스는 17세 가출 소녀 멜 에임스를 부모님 집으로 돌려보내는 사건을 맡고 있다. 그는 멜과 그녀의 지저분한 남자친구 제프 윌리스를 멕시코 리조트에서 추적한다. 몸싸움 중 멜은 실수로 해리의 권총으로 해리를 쏴 그의 허벅지 위쪽에 총상을 입힌다.
이야기는 2년 후로 넘어간다. 로스는 멜의 부유한 부모인 잭과 캐서린 에임스의 손님 숙소에서 남부 캘리포니아에 살고 있다. 그들은 한때 영화배우였지만, 지금은 경력의 황혼기에 접어들었다. 잭은 암이 재발하여 죽어가고 있으며, 그와 로스는 카드 놀이를 하며 시간을 보낸다.
어느 날, 잭은 해리에게 로스앤젤레스의 한 주소로 소포를 배달해 달라고 부탁한다. 이것은 캐서린의 전 남편 실종과 관련된 20년 된 사건에서 일련의 반전의 첫 번째 전개가 된다.
해리가 그 주소에 도착했을 때, 그는 방금 치명적인 총상을 입고 해리에게 총을 쏜 이바르라는 남자를 만난다. 해리는 전 동료인 베르나 홀랜더 중위를 포함한 경찰에 구금된다. 경찰서에서 그는 또 다른 (지금은 은퇴한) 오랜 친구이자 동료인 레이몬드 호프와 마주친다.
베르나와 레이몬드 둘 다 해리가 멕시코에서 총을 맞았을 때 성기에 손상을 입었다는 소문을 들었기 때문에 동정심을 보인다. 해리는 자신이 허벅지에만 총을 맞았다고 설명한다.
해리는 가끔씩 그에게 추파를 던지는 캐서린을 좋아한다. 그는 이제 감옥에서 풀려난 제프와 그의 보호관찰관 글로리아 라마르에게 협박당하는 잭과 캐서린을 위해 중개인 역할을 한다.
해리와 캐서린은 처음이자 유일하게 성관계를 갖는다. 잭은 같은 날 밤 심장마비를 겪고 캐서린이 해리의 셔츠를 입고 그의 도움 요청에 응답하자 화가 나서 이를 깨닫는다.
한편, 해리는 친구들이 자신을 속이고 조종했다는 것을 인정할 수밖에 없다.
레이몬드는 해리에게 이 모든 것에서 벗어나라고 설득하려 하지만, 해리는 레이몬드가 20년 전 캐서린의 첫 남편 살해에 공모했음을 알아낸다. 레이몬드가 해리에게 총을 쏘지만, 해리가 먼저 그를 죽인다. 이 총격 사건 이후, 해리는 캐서린과 잭과 화해한다. 그는 버나와 함께 마을을 떠난다.

## 배우
| 배우                  | 역할               |
| --------------------- | ------------------ |
| 폴 뉴먼               | 해리 로스 역       |
| 수잔 서랜든           | 캐서린 앰스        |
| 진 핵맨               | 잭 앰스            |
| 리즈 위더스푼         | 멜 앰스            |
| 스토커드 채닝         | 베르나 홀란더 역   |
| 제임스 가너           | 레이몬드 호프 역   |
| 지안카를로 에스포시토 | 로번 에스코바르 역 |
| 리브 슈라이버         | 제프 윌리스 역     |
| 존 스펜서             | 필 에간 역         |

## 한국판 성우진 (MBC, 2003년 2월 9일)
- 유강진 - 해리 (폴 뉴먼)
- 손정아 - 캐서린 (수잔 서랜든)
- 김태훈 - 잭 (진 해크먼)
- 채의진 - 멜 (리즈 위더스푼)
- 권혁수 - 레이몬드 (제임스 가너)
- 이미자 - 버나 (스토커드 채닝)
- 홍승옥